# Hoa Kỳ tại Thế vận hội Mùa hè 2012
Hoa Kỳ tham dự Thế vận hội Mùa hè 2012 tại Luân Đôn từ 27 tháng 7 đến 12 tháng 8 năm 2012. Ủy ban Olympic Hoa Kỳ đã phái tổng cộng 529 vận động viên Olympic ở Luân Đôn, 268 vận động viên nữ và 261 vận động viên nam, tham gia thi đấu ở 25 môn thể thao. Vận động viên cao tuổi nhất là vận động viên cưỡi ngựa 54 tuổi tên là Karen O'Connor, trong khi vận động viên trẻ nhất là 15 tuổi tên Katie Ledecky, vận động viên bơi lội. Bóng ném là môn thể thao duy nhất mà Hoa Kỳ không có đại diện vận động viên thi đấu tại Thế vận hội Olympic 2012.